# アウグスト (シュレースヴィヒ＝ホルシュタイン＝ゾンダーブルク＝プレーン＝ノルブルク公)
アウグスト（August von Schleswig-Holstein-Sonderburg-Plön-Norburg, 1635年5月9日 - 1699年9月17日）は、シュレースヴィヒ＝ホルシュタイン＝ゾンダーブルク＝プレーン家の公子、ブランデンブルク＝プロイセンの将軍。1679年、デンマーク王よりシュレースヴィヒ＝ホルシュタイン＝ゾンダーブルク＝ノルブルク公爵領を与えられた。

## 生涯
シュレースヴィヒ＝ホルシュタイン＝ゾンダーブルク＝プレーン公ヨアヒム・エルンストと、その妻でシュレースヴィヒ＝ホルシュタイン＝ゴットルプ公ヨハン・アドルフの娘であるドロテア・アウグスタの間の第2子・次男。1645年から1650年にかけ、兄のヨハン・アドルフとともにグランドツアーで欧州諸国を遍歴し、イングランドやフランスに長期滞在した。
ブランデンブルク＝プロイセン軍に仕え、1664年8月20日付で歩兵大将に任じられる。同時にマクデブルク総督の役職を与えられた。1665年9月18日、オーストリア・トルコ戦争での戦功に対する褒賞としてミンデン侯領総督に転じた。1674年12月21日付で砲兵大将に着任。1676年5月29日エレファント勲章を受章。1676年7月7日、スコーネ戦争中に自身の部隊を率いてスウェーデンとの係争地ウーゼドム島を占領したが、講和のサン＝ジェルマン＝アン＝レー条約では同島はスウェーデンへの帰属が確定した。
1679年、破産して公爵領をデンマーク王領に回収された同族のノルブルク公ヨハン・ボギスラウが死んだ。その直前に、デンマーク王クリスチャン5世はプレーン家のアウグストにノルブルク公爵領を与えた。

## 子女
1666年、アンハルト＝ハルツゲローデ侯フリードリヒの娘エリーザベト・シャルロッテ（1647年 - 1723年）と結婚し、間に5子をもうけた。
- ヨアヒム・フリードリヒ（1668年 - 1722年） - ノルブルク公及びプレーン公
- アウグステ・エリーザベト（1669年 - 1709年） - ヘルフォルト女子修道院（英語版）修道女
- シャルロッテ・ゾフィー（1672年 - 1720年）
- クリスティアン・カール（1674年 - 1706年）
- ドロテア・ヨハンナ（1676年 - 1727年） - 1699年ナッサウ＝ディレンブルク侯ヴィルヘルム2世（ドイツ語版）と結婚